# Bubaker Misum
Bubaker Misum es un deportista argelino que compitió en judo. Ganó dos medallas en el Campeonato Africano de Judo de 2006, en las categorías de +100 kg y abierta.

## Palmarés internacional
| Campeonato Africano | Campeonato Africano     | Campeonato Africano | Campeonato Africano |
| Año                 | Lugar                   | Medalla             | Categoría           |
| ------------------- | ----------------------- | ------------------- | ------------------- |
| 2006                | Puerto Louis (Mauricio) | Medalla de plata    | Abierta             |
| 2006                | Puerto Louis (Mauricio) | Medalla de bronce   | +100 kg             |